# Хусейн Градашчевич
Хусе́йн Града́шчевич (босн. Husein Gradaščević; 31 серпня 1802, Градачац — 17 серпня 1834, Стамбул) — боснійський воєначальник, який очолив рух за автономію Боснії в Османській імперії. Повстання Градашчевича було придушене в 1832 році. Його вважають одним з боснійських національних героїв.. Був також відомий під ім'ям «Змій з Боснії або Дракон з Боснії або Боснійський дракон» (босн. Zmaj od Bosne).
У Сараєві його іменем названо одну з вулиць. Під час облоги Сараєва ця вулиця була сумнозвісно відома як Алея снайперів.

## Біографія
Народився в місті Градачац (звідси й походить його прізвище) у відомій сім'ї градоначальника. Роки його життя припали на період політичної нестабільності в західних областях Османської імперії.

### Походження
Першим відомим капітаном міста Градачаца з роду Градашчевича був Мехмед, який керував містом до 1756 р. Ім'я його наступника невідоме, однак слідом за ним, у 1765 році, капітаном (мером) став його син Мехмед (у босняків була традиція називати дітей на честь діда). Наступником Мехмеда став Осман, який відомий як один з наймогутніших боснійських намісників того часу. У Османа було 6 синів — Хамза, Мурат, Осман, Мухарем, Хусейн і Х. Бечірі. Так як Хамза помер у 1798 році, Мурат успадковував за Османом посаду капітана міста Градачаца.

### Дитинство і юність
Хусейн народився в сім'ї Османа і його дружини Мелек-ханум у 1802 році в будинку Градашчевича в Градачаці. Крім сімейних і народних переказів, які з'явилися пізніше, про дитинство Хусейна відомо дуже мало. Він ріс у дуже нестабільний час. Його батько і брат Осман мали військовий досвід у війні проти Сербії 1813 року. Таким чином, молодому Хусейну було від кого перейняти військову науку.
Старший брат Осман помер у 1812 році, коли Хусейну було 10 років. Деякі дослідники стверджують, що його мати померла того ж року, проте сімейні відомості спростовують це. Після смерті батька головним у родині став старший брат Хусейна Мурат, який став також капітаном Градачаца.
Хусейн був добре освіченою людиною, в ранні роки навчившись читати і писати. У 16 років він вивчився арабської каліграфії у особистого писаря свого брата Мурата Муси Мустевича, який добре оцінив його здібності й назвав Хусейна обдарованим юнаком. Також вчителями Хусейна були два дервіші. Невідомо, чи належав Хусейн до якогось дервішського ордену, але, зважаючи на його подальший скромний спосіб життя, такі припущення не позбавлені підстав.
Хусейн одружився з Ханіфою, дочкою Махмуда, капітана Дервента. Точна дата їхнього весілля невідома, проте їхній син Мухамед-бег народився не пізніше 1822 року, коли Хусейну було 20 років. У пари народилася також дочка Шефіка в 1833 р. Ні Мухамед, ні Шефіка своїх дітей не мали.

### Капітан Градачаца
Коли Хусейн став капітаном Градачаца, він зосередив всю увагу на внутрішніх справах. Хусейн реалізував багато будівельних проектів у самому Градачаці і на прилеглих територіях. Під час його правління Градачац заслужив статус одного з найбільш процвітаючих міст у Боснії.
Однією з будівель, до якої Хусейн доклав руку, був сімейний замок сім'ї Градашчевичів. Замок існував уже протягом багатьох десятиліть і піддався серйозній реконструкції з часу капітана Мехмеда в 1765 р. Батько Хусейна Осман і його брат Мурат здійснили деякі реконструкції в 1808 і 1818—1819 роках відповідно. Точно невідомо, який саме внесок зробив Хусейн у реконструкцію замку. Довгий час вежа замку асоціювалася з іменем Хусейна, але факти вказують на те, що вежа існувала поряд з іншою частиною комплексу і в раніші часи. Ймовірніше те, що Хусейн просто здійснив суттєву реконструкцію вежі, яка залишилась у пам'яті людей.

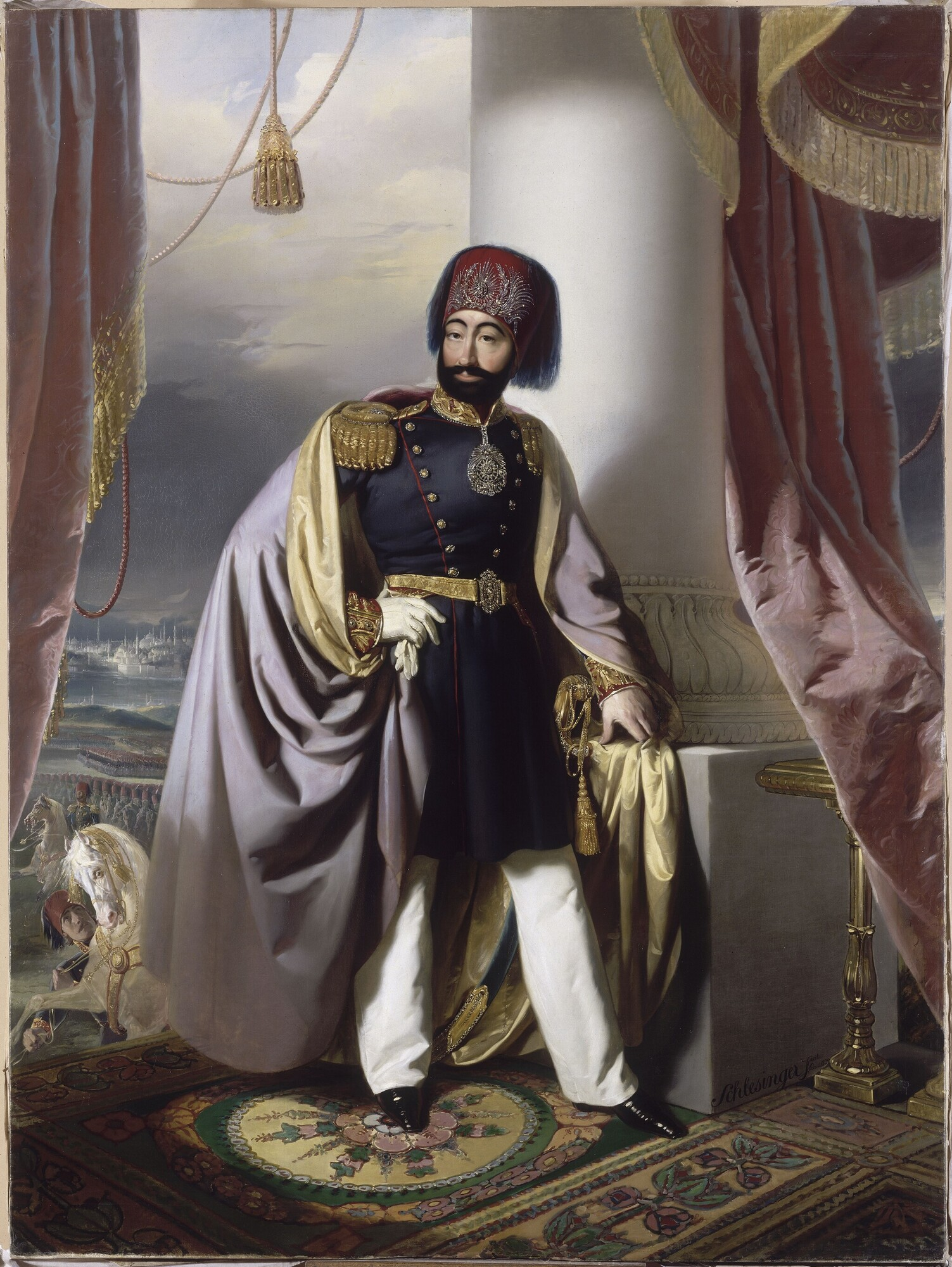
Султан Махмуд II

Під час правління Хусейна був також побудований новий замок. На загальну думку, це був серйозний проект, який включав будівництво штучного острова, оточеного ровом у 100 метрів завширшки і великої глибини. Замок назвали Чардак. Стіни мали овальну форму і були сімнадцять метрів завдовжки і вісім метрів завширшки. Комплекс і територія також включали мечеть, колодязі, рибальські та мисливські угіддя.
У межах міських стін Градачаца найістотнішим внеском Хусейна була вежа з годинником (sahat-kula), побудована у 1824 році. Основа вежі становила 5,5 на 5,5 метрів, у той час як заввишки вона була 21,5 метра. Це була остання вежа такого типу, побудована в Боснії.
Приблизно за 40-50 м від міських стін Градачаца знаходиться найбільше архітектурне досягнення Хусейна — мечеть. Побудована 1826 року, вона включає в себе основну будівлю з восьмикутним куполоподібним дахом і двадцятип'ятиметровий мінарет. Ісламське художнє оформлення виразне на дверях і навколишніх стінах, а також на інтер'єрі. Увесь комплекс оточений маленькою кам'яною стіною і воротами.
Правління Хусейна в Градачаці також відзначалось толерантним ставленням до християнських громад під його юрисдикцією, — як до католиків, так і до православних. Хоча, відповідно до закону, для будови будь-яких неісламських релігійних споруд було необхідно офіційне схвалення султана Османської імперії, Хусейн схвалив будівництво кількох таких будинків самостійно. Католицька школа була побудована в селі Толіс у 1823 році, разом з великою церквою, яка могла вмістити 1 500 вірних. Ще дві католицькі церкви були побудовані в селах Діброві та Гаревац та ще одна православна — в селі Обудовац. Під час правління капітана Хусейна християни в Градачаці чулися найкраще в Боснії.
1827 рік був відзначений виходом Хусейна на боснійську політичну сцену. Це сталося значним чином через плани російсько-турецької війни і ролі Хусейна в підготовці захисту кордонів боснійської області. Після отримання наказу від боснійського візира Абдурахіма-паші, Хусейн мобілізував населення Градачаца і посилив обороноздатність міста. Після нарад між візиром і капітанами Боснії, які проходили в Сараєво, Хусейн був призначений командувачем армії, яку він повинен був мобілізувати на землях між річками Дриною та Врбасом. На загальну думку, він добре впорався з цією роботою. Однак, у середині червня 1828 Хусейн мав повернутися в Сараєво з маленьким загоном, щоб запевнити безпеку візира через повстання у військах.
До 1830 року Хусейн мав істотну політичну вагу, оскільки він мав підстави виступати від імені більшості капітанів Боснії. Тоді він координував захист Боснії від можливого вторгнення з боку Сербії. Влада, якою він володів у пізні роки його перебування капітаном Градачаца, пояснює ту велику роль, яку він зіграв у наступні роки.

## Рух за автономію Боснії

### Причини повстання

Прапор Боснії під час революції 1831—1832 років

Наприкінці 1820-х рр., султан Махмуд II провів ряд реформ, які вели до подальшої централізації управління в армії, введення нових податків і більшої бюрократизації. Ці реформи принизили особливий статус і привілеї, якими Боснія історично володіла в складі Османської імперії і на фоні зростаючої влади і положення інших народів у європейській частині Османської імперії, викликали сильне невдоволення. Однак, всупереч поширеній думці, спочатку Градашчевич не був налаштований проти цих реформ.
У 1826 році, коли султан видав указ, який скасував яничарську владу в Боснії, реакція Градашчевича мало чим відрізнялася від реакції іншої частини боснійської знаті. Градашчевич пригрозив, що він використає війська, щоб приборкати будь-якого, хто налаштований проти сараєвських яничарів. Але коли яничари вбили Сеїда Нурудіна ефенді Шерифовича, погляди Хусейна різко змінилися.

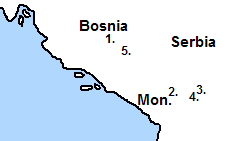
1. Травнік, 2. Пец, 3. Приштина, 4. Штимлє. 5. Сараєво

До кінця 1820-х років Градашчевич підтримував добрі стосунки з представниками імперської влади в Боснії. Коли Абдурахім-паша став візиром у 1827 році, Градашчевич став одним з найбільш довірених його радників. Ця співпраця досягла найвищої точки під час російсько-османської війни, коли Градашчевич відіграв велику роль під час мобілізації в Боснії. Після бунту в сараєвському таборі під час цих приготувань Хусейн навіть дав притулок вигнаному Абдурахіму-паші в Градачаці перш, ніж допомогти йому в його втечі з країни. Градашчевич був також лояльним до наступника Абдурахіма, Намік-паші, зміцнюючи османські гарнізони в Шабаці за його наказами.
Поворотним моментом для Хусейна стало закінчення російсько-османської війни і укладення Адріанопольського миру 14 вересня 1829 року. Згідно з умовами миру, Османська імперія повинна була надати автономію Сербії. Цей мир не влаштував босняків і викликав численні протести, так як автономна Сербія отримувала шість районів, які традиційно входили до складу Боснії. Після цього земельного переділу народився боснійський рух за автономію.
Між 20 грудня і 31 грудня 1830 року Градашчевич зібрав боснійську знать у Градачаці. Через місяць, з 20 січня до 5 лютого, інші збори було проведено в Тузлі, щоб підготувати повстання. Звідти був зроблений заклик боснійським народним масам виступити на захист Боснії. Популярний капітан Хусейн був неофіційно обраний главою руху. Інші деталі цих зборів є темними і спірними. Згідно з деякими сучасними джерелами, босняки зажадали від Османської влади:
- скасування привілеїв, наданих Сербії і, зокрема, повернення шести боснійських районів;
- припинення військових реформ;
- припинення прямого управління Боснією зі Стамбула і створення автономного боснійського уряду на чолі з місцевим лідером.

У свою чергу, Боснія зобов'язувалася платити щорічну данину.

### Війна за автономію
Боснійська еліта, яка також зібралась у Тузлі, ухвалила рішення провести наступні збори в Травнику. Це місто було столицею османської провінції Боснії і резиденцією візира, тож боснійська еліта йшла на пряму конфронтацію з османською владою. Тому Градашчевич закликав всіх учасників допомогти зібрати заздалегідь армію. 29 березня 1831 року Градашчевич привів у Травник військо чисельністю близько 4 000 вояків.

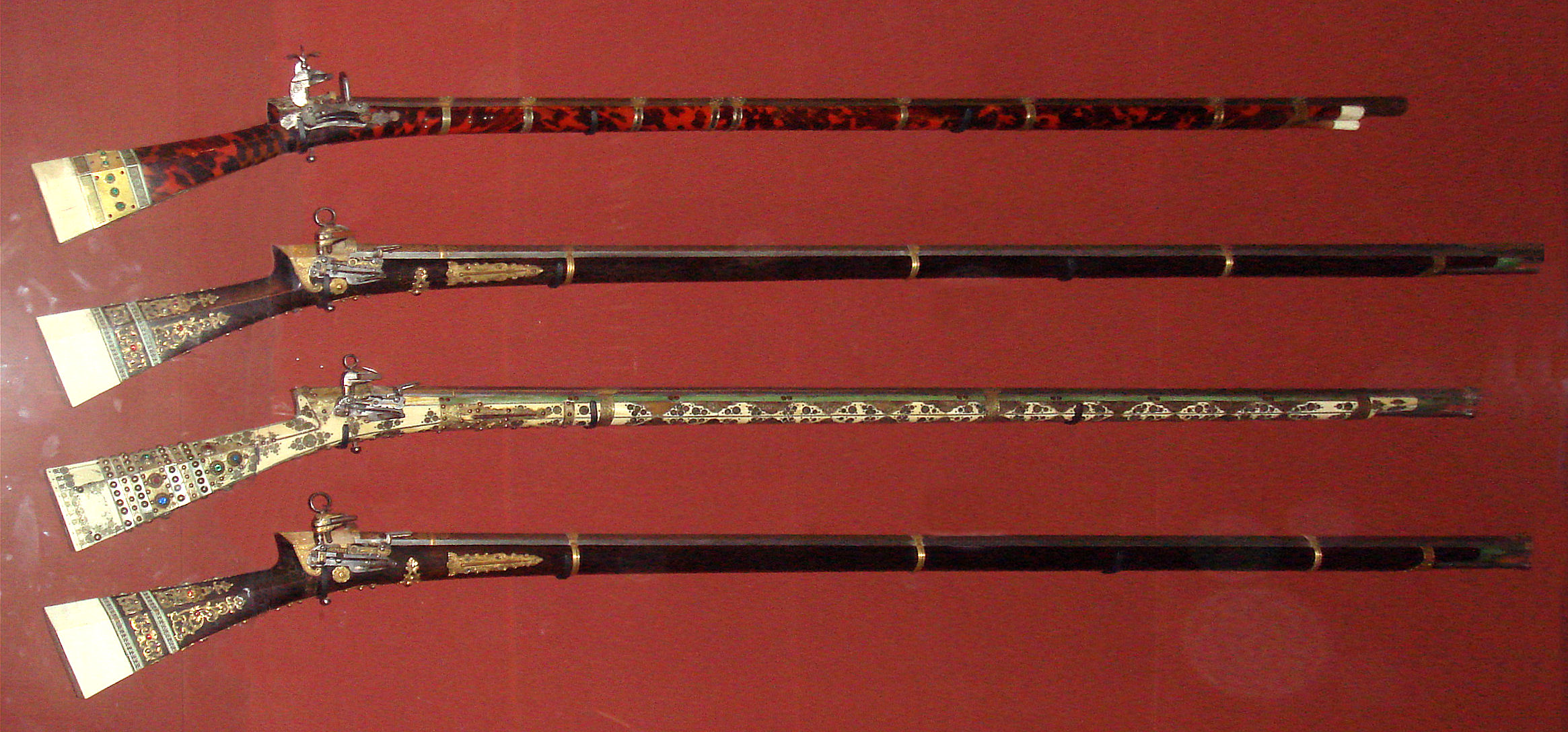
Османська зброя 1750—1800 років, яку використовували яничари

Дізнавшись про наближення заколотників, Намік-паша сховався в замку Травника і закликав на допомогу синів Сулейманпаші. Коли армія заколотника прибула в Травник, вони зробили кілька попереджувальних пострілів у бік замку, показуючи візирові, що готові до військового зіткнення. Тим часом, Градашчевич послав частину своїх сил під командою Меміш-аги з Сребрениці, щоб зустріти сили Сулейманпашевичів. Дві армії зустрілися в передмістях Травника 7 квітня 1831 р. Там Меміш-ага розгромив братів Сулейманпашевичів і їхню армію в 2 000 вояків, змусивши їх відступити. 21 травня Намік-паша втік до Столаця після нетривалої облоги. Незабаром Хусейн Градашчевич оголосив себе обраним главою Боснії.
Не витрачаючи даремно часу, Градашчевич 31 травня закликав усю боснійську знать негайно приєднатися до його армії разом з широкими народними масами. Тисячі людей відгукнулися на цей заклик, серед них було багато християн, які складали до однієї третини його військ. Градашчевич розділив свою армію на дві частини, залишивши одну частину в Зворнику, щоб відбити можливе сербське вторгнення. З великою же частиною військ він мав намір йти до Косова назустріч великому візиру, якого послали з великою армією, щоб придушити повстання. По дорозі він взяв місто Печ з 52-тисячною армією і продовжив шлях до Приштини, де влаштував свій головний табір.
Битва з військом великого візира Мехмеда Рашид-паші сталася 18 липня близько Штимле. Хоча обидві армії мали приблизно рівну кількість вояків, у військ великого візира була перевага в зброї. Градашчевич послав частину своєї армії під командуванням Алі-бега Фідахича вперед назустріч військам Рашида-паші. Після короткої перестрілки Фідахіч зімітував відступ. Думаючи, що перемога майже в кишені, великий візир послав свою кінноту і артилерію в лісисту місцевість. Градашчевич негайно скористався цією тактичною помилкою і здійснив контратаку з більшою частиною своїх сил, майже повністю знищивши османські війська. Сам Рашид-паша був поранений і тільки дивом уникнув смерті.

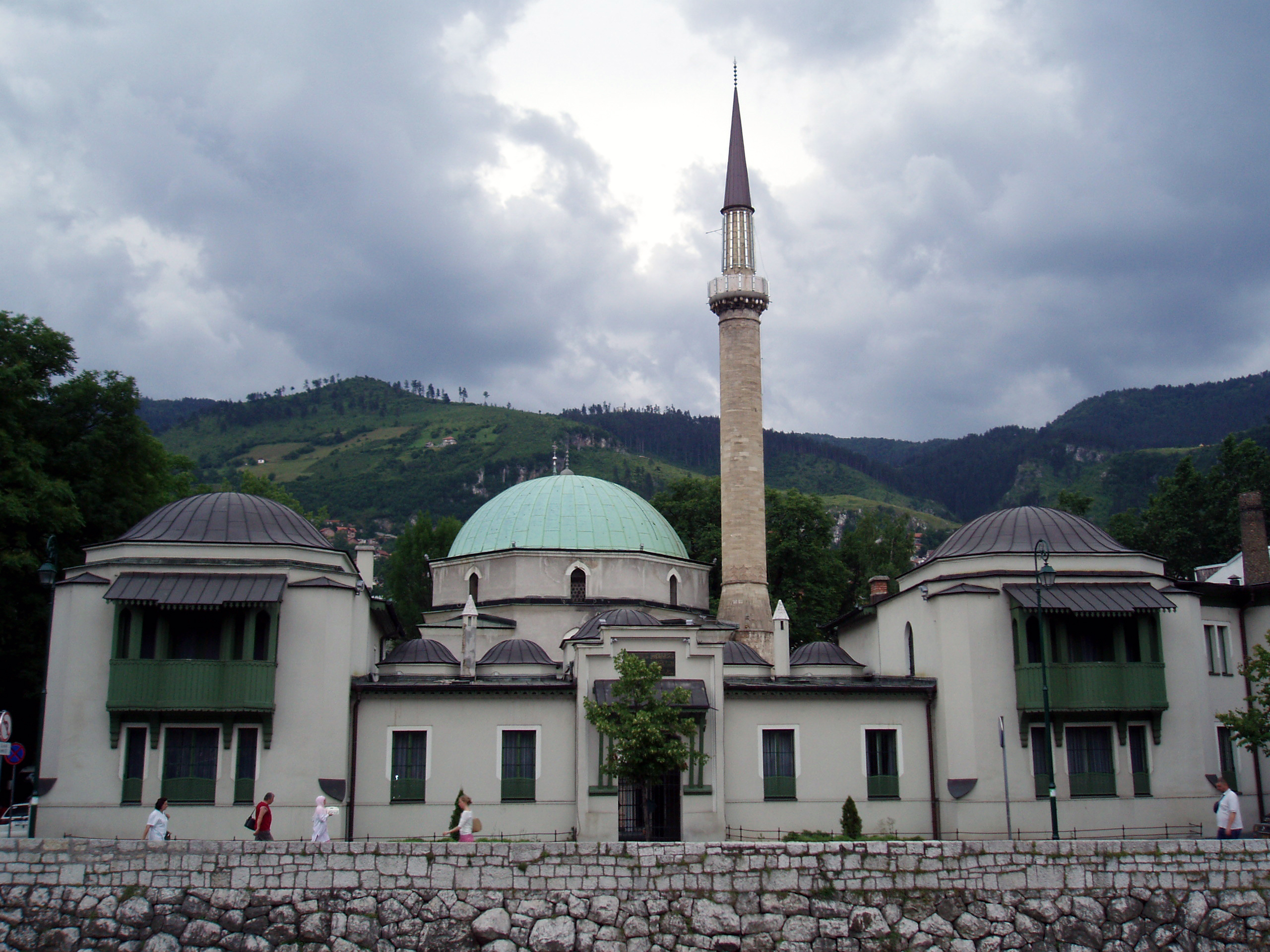
Мечеть Цар в Сараєві, де Градашевича було оголошено візиром Боснії

Після обіцянок від великого візира, що султан задовольнить усі вимоги боснійців, якщо армія заколотників повернеться в Боснію, Градашчевич і його армія повернула назад додому. 10 серпня 1831 року зустріч усіх ключових діячів руху за автономію Боснії була проведена в Приштині. На цій зустрічі було вирішено, що Градашчевич повинен бути оголошений візиром Боснії. Хоча Градашчевич спочатку відмовився, його оточення наполягло на його кандидатурі, й він врешті-решт погодився. Його новий статус був офіційно узаконений під час Всебоснійского конгресу, проведеного в Сараєво 12 вересня. Перед Царевою мечеттю присутні поклялися на Корані бути вірними Хусейну Градашчевичу.
У цей момент Хусейн став не лише головним воєначальником, а й очолив цивільну владу в Боснії. Він заснував власний суд і перемістив центр Боснійської політики до Травника, зробивши це місто фактичною столицею бунтівної держави. У Травнику він заснував диван (боснійську раду), який разом з ним втілив боснійський уряд. Градашчевич також стягував податки в цей час, і стратив деяких місцевих супротивників руху за автономію. Він отримав репутацію героя, сильного, хороброго і рішучого правителя.
Під час затишшя в збройних зіткненнях з османськими військами  увага була зосереджена на сильній опозиції руху за автономію в Герцеговині. Маленька кампанія була розпочата проти області з трьох різних напрямків:
1. Військам з Сараєво наказали напасти на Столаць для заключного бою з Намік-пашею, який втік туди після взяття Градашчевичем Травника.
2. Війська з Босанскої Країни повинні були допомогти військам із Сараєва в цій справі.
3. Війська з Посавіни і південного Подриння повинні були атакувати Гацько та місцевого капітана Ісмаїла-агу Ченгича.

Зважаючи на це, Намік-паша залишив Столаць, то ж атака на місто була припинена. Атака на Гацько провалилася, так як війська з Посавини і південного Подриння були розгромлені військами Ченгича. Був, правда, і один успіх — у жовтні війська Градашчевича взяли Требинє і захопили деяких учасників столацької опозиції.
Боснійська делегація досягла табору великого візира в Скоп'є у листопаді 1831 року. Великий візир пообіцяв делегації, що він наполягатиме, аби султан прийняв вимоги боснійців і призначив Градашчевича візиром автономної Боснії. Справжні наміри великого візира, проте, виявилися до початку грудня, коли він напав на боснійські війська, розміщені в передмістях Нового Пазара. Війська заколотників, проте, знову розгромили османську армію. Але через дуже сувору зиму боснійські війська були змушені повернутися додому.

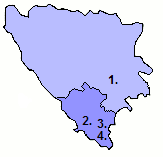
На карті сучасної Боснії і Герцеговини. 1. Сараєво, 2. Столаць, 3. Гацько, 4. Требинє. Герцеговину затемнено.

Тим часом у Боснії Градашчевич вирішив продовжити військову кампанію в Герцоговині незважаючи на несприятливу погоду. Капітан Ібрагім-бег Фідрус наказав перейти у вирішальний наступ проти місцевих капітанів і, таким чином, розгромити внутрішню опозицію руху за автономію. Щоб досягти цього, Фідрус спочатку напав на Любушки і місцевого капітана Сулейман-бега. Війська Фідруса розгромили Сулейман-бега і взяли під контроль майже всю Герцоговину крім Столаця. На жаль, частина армії, яка взяла в облогу сам Столац, зазнала невдачі на початку березня 1832 року. Отримавши інформацію, що боснійські загони були виснажені, капітан Столаця Алі-паша Різванбеговіч прорвав облогу, контратакував заколотників і розбив їхні сили. До Столаця були послані війська із Сараєво під командою Муягі Златарова, але вони були відкликані назад Градашчевичем 16 березня 1832 року після того, як він отримав новини про великий наступ на Боснію, запланований великим візиром.
Нова військова кампанія почалася на початку лютого 1832 року. Великий візир послав дві армії: одну з Вучтрна і одну з Шкодера. Обидві армії направлялися до Сараєва, і Градашчевич послав військо приблизно в 10 000 вояків, щоб зустріти їх. Коли війська візира перетнули Дрину, Градашчевич наказав, щоб 6 000 воїнів під командуванням Алі-паші Фідахича зустріли їх у Рогатіце, в той час як сили, розташовані у Вишеграді, повинні будуть прямувати до Пале в передмістях Сараєво. Битва між військом заколотників і армією великого візира відбулася на рівнинах Гласінаца на сході від Сараєво, близько Соколаца наприкінці травня 1832 року. Боснійську армію безпосередньо очолив Градашчевич, у той час як османські війська очолив Кара Махмуд Хамді паша, новий візир Боснії, призначеним османською владою. У цьому першому зіткненні Градашчевич був змушений відступити до Пале. Там битва тривала, і Градашчевич знову був змушений відступити; цього разу до Сараєва. Там, рада капітанів вирішила продовжити боротьбу.

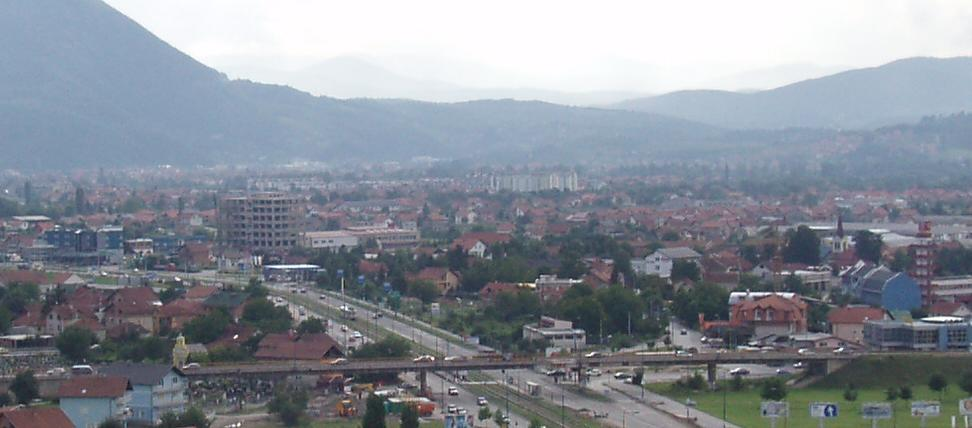
Західні околиці Сараєва, де Хусейн провів останню битву

Заключний бій відбувся 4 червня 1832 року в Ступі, маленькому містечку на дорозі між Сараєво і Іліджею. Після тривалого, інтенсивного бою здавалося, що Градашчевич знову переможе армію султана. Однак, врешті-решт, герцеговинські загони під командуванням Алі-паші Різванбеговича і Ісмаїл-аги Ченгича прорвали оборону військ Градашчевича на фланзі. Розбита несподіваним нападом, його армія була змушена відступити до Сараєва. Було вирішено, що подальший військовий опір даремний. Градашчевич втік до Градачаца, оскільки османська армія увійшла в Сараєво 5 червня і готувалася йти на Травник. Розуміючи, які труднощі можуть випасти його сім'ї і рідним, Хусейн Градашчевич вирішив покинути Градачац і просуватися до австрійського кордону.

### Вигнання і смерть
Фетва султана, яка оголосила Градашчевича бунтівником і злочинцем, остаточно переконала Хусейна в необхідності залишити Боснію. Від'їзд зайняв кілька днів. Після суперечок з австрійськими чиновниками Градашчевич з великим числом послідовників нарешті досяг кордону біля річки Сави 16 червня 1832 року. Того ж дня Хусейн разом із приблизно 100 послідовниками, слугами, і сім'єю перетнув кордон і опинився на землях Австрійської імперії. Хоча його вважали боснійським візиром, він тим не менше перебував під арештом у Славонському Броді протягом місяця.

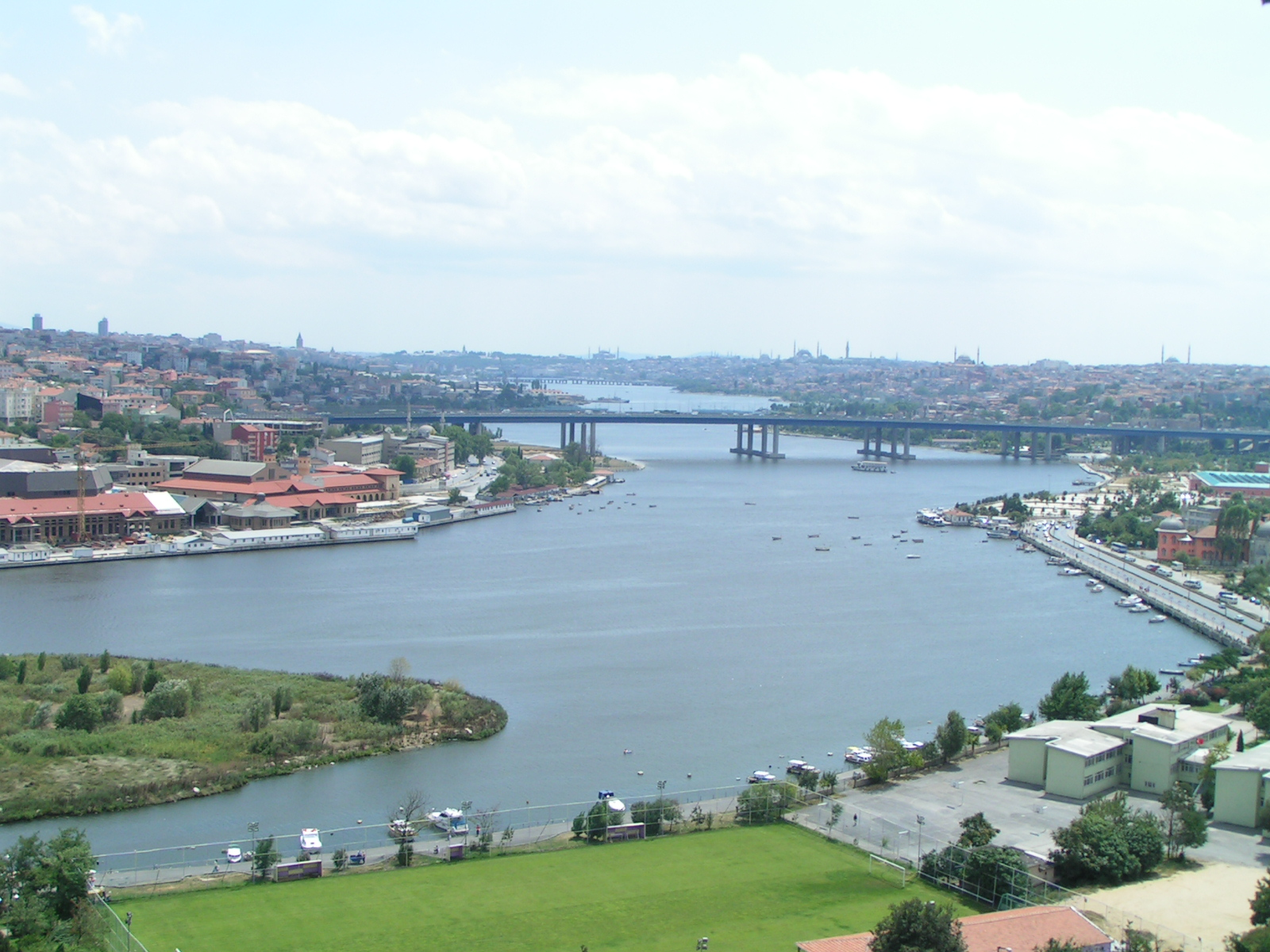
Вид на Золотий ріг з цвинтаря Ейюп, де поховано Градашчевича

Австрійці, під тиском османської влади, вирішили перемістити Градашчевмча подалі від кордону. 4 липня 1832 року його відправили до Осієку, де по суті він жив в ув'язненні. Його спілкування з сім'єю і наближеними були обмежені, й він неодноразово скаржився на це владі. Умови його утримання зрештою були покращені, і Градашчевич зміг покинути Осієк.
Наприкінці 1832 року Хусейн погодився повернутися в Османську імперію, щоб отримати від султана фірман про помилування. Умови повернення, зазначені йому в Земуні, були дуже суворі: Градашчевич був зобов'язаний не тільки не повертатися в Боснію, а й взагалі не з'являтися на європейській частині Османської імперії. Розчарований, Градашчевич був змушений прийняти ці умови і поїхати в Белград. Він прибув у місто 14 жовтня 1832 року як візир, в'їхавши верхи на коні, прикрашеному сріблом і золотом, і супроводжуваний великою процесією. Його вітали як героя мусульмани Белграда і шанували нарівні з місцевим пашею. Градашчевич залишався в Белграді протягом двох місяців, протягом яких стан його здоров'я погіршився. У грудні він попрямував з Белграда до Стамбула, але оскільки його дочка була все ще дуже мала, його дружина залишилася в Белграді й приєдналася до нього навесні наступного року.
У Стамбулі Градашчевич жив у старих казармах яничарів на площі Султанахмет, у той час як його родина жила в окремому будинку поблизу. Він жив тихим життям протягом наступних двох років, єдиним яскравим моментом була пропозиція султана стати високопоставленим командиром у новій армії. Градашчевич відхилив цю пропозицію. 17 серпня 1834 року помер і був похований у Стамбулі. За легендою, він був отруєний за наказом османської влади, але швидше за все причиною смерті була холера. Проте точних даних з цього приводу немає.